# Такев, Михаил
Михаил Такев Юнаков (болг. Михаил Такев; 10 марта 1864, Пештера, Османская империя – 24 января 1920, Пештера, Третье Болгарское царство) — болгарский политический и государственный деятель, министр внутренних дел (1908–1910), министр внутренних дел и здравоохранения (1918), юрист. Активный участник подавления Владайского восстания (1918).

## Биография
Участник Сербско-болгарской войны 1885 году. Учился с 1883 года в военной школе (ныне Национальный военный университет имени Васила Левского). В 1886 году принимал участие в свержении князя Александра Баттенберга, за что ненадолго был исключён из школы. В 1887 году стал подпоручиком артиллерии. Служил в армии.
В 1890 году по обвинению в участии в подготовке государственного переворота был отправлен в отставку.
До 1892 года изучал право во Франции. Вернувшись на родину, работал адвокатом а Пазарджике
. Был членом Демократической партии Болгарии. После смерти Петко Каравелова в 1903 году стал одним из лидеров Демократической партии.
Путешествуя с писателем А. Константиновым, подвергся неудачному покушению, которое было осуществлено из засады на дороге близ села Радилово, в результате его однопартиец А. Константинов был убит.
Несколько раз избирался членом Народного собрания Болгарии
В 1908 – 1910 годах в кабинете премьера А. Малинова занимал пост министра внутренних дел Болгарии . В 1910-1911 годах руководил министерством общественных работ, дорог и связи. 
Во время Первой Балканской войны служил офицером в армии. В 1918 году возглавил Министерство внутренних дел и здравоохранения страны.
24 января 1920 г. за день до парламентских выборов был застрелен членом компартии Георги Донским за подавление Владайского восстания.

## Избранные публикации
- «Прехвърляне на собственностьта или друго некое вещно право» (1903);
- «Към впроса за подсъдностьта на мировите съдии исковете за правоспособностьта» («Юрид. преглед», 1893);
- «За пълномощията пред мировите съдии» (ib.);
- «За подсъдностьта на непълнолетните» (1893),
- «Подсъдни ли са на окръжните съдилища без съдебни заседатели политическите, извършени, чрез печата, престпъления» («Юр. пр.», 1892).

## Память
- Его именем названа одна из улиц Пловдива.